# Humberto de Souza Barreiros
Liberato Joaquim Barroso (1922-) es un botánico brasileño. Desarrolló actividades académicas en el Jardín Botánico de Río de Janeiro, especializándose en la taxonomía del género Heliconia.

## Obras
- 1980. Helicônias novas do norte e nordeste do Brasil (Heliconiaceae). Ed. Herbarium Bradeanum, 4 pp.

- 1974. Espécies críticas de Heliconia (Heliconiaceae).: com duas espécies brasileiras, sendo uma nova. III. Ed. Herbarium Bradeanum, 6 pp.
- La abreviatura «Barreiros» se emplea para indicar a Humberto de Souza Barreiros como autoridad en la descripción y clasificación científica de los vegetales.[3]